# Arcadia (stacja metra)
Arcadia – naziemna stacja metra w Los Angeles. Znajduje się na skrzyżowaniu 1st Street i Santa Clara Street w mieście Arcadia w stanie Kalifornia. Stacja jest obsługiwana przez pociągi linii A metra w Los Angeles. Otwarcie stacji nastąpiło w dniu 5 marca 2016 roku.
Ta stacja została zbudowana w ramach projektu przedłużenia trasy złotej linii metra o nowy odcinek noszący nazwie Gold Line Foothill Extension. Otwarcie stacji nastąpiło w dniu 5 marca 2016 roku.